# Interferon tip III
Nedavno klasifikovana grupa interferon tip III se sastoji od tri IFN-λ (lambda) molekula: IFN-λ1, IFN-λ2 i IFN-λ3 (koji se takođe nazivaju ,  i  respektivno). Ovi interferon proteini signaliziraju kroj receptorski kompleks koji se sastoji od IL10R2 (koji je još poznat kao CRF2-4) i IFNLR1 (CRF2-12).
Prihvatanje ove klasifikacije je u manjoj meri univerzalno nego klasifikacije za tip I i tip II. Za razliku od druga dva, ovaj tip trenutno nije uvršten u Medicinske Predmetne Odrednice.

## Spoljašnje veze
- Interferon+type+III на 

 Mediji vezani za članak Interferon tip III na Vikimedijinoj ostavi